# Desfile militar

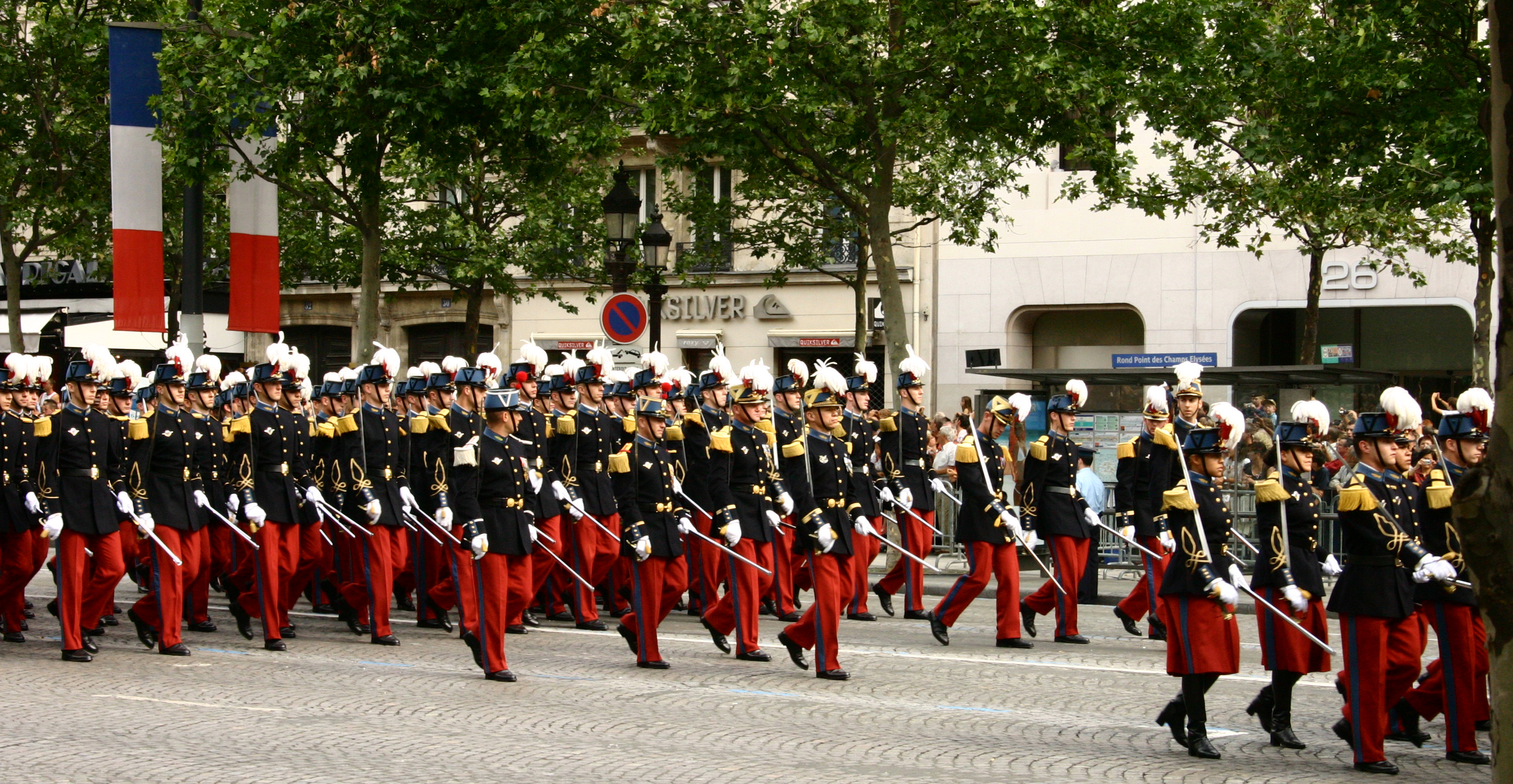
Desfile dos cadetes de Saint-Cyr na Avenida dos Campos Elísios de Paris.

Um desfile militar ou parada militar é um ato ou evento em que os soldados de uma ou mais unidades do exército de uma nação ou organização militar marcham ordenadamente em formações através das ruas de uma cidade ante uma autoridade e o público assistente; seja com propósito cerimonial, de render honras, comemorativo ou de propaganda (mostrar a capacidade armamentística e de forças da nação que o realiza). Durante o mesmo levam seus uniformes, distintivos, bandeiras e parte de suas armas e veículos. Costumam estar acompanhados de música ou marchas militares.
Os desfiles costumam ensinar a capacidade dos diferentes exércitos de que se compõe a milícia: marinha, força aérea e exército, e em alguns casos, também das forças policiais. Geralmente são presididos, nos atos nacionais, pelo chefe de Estado.

## Desfiles por país

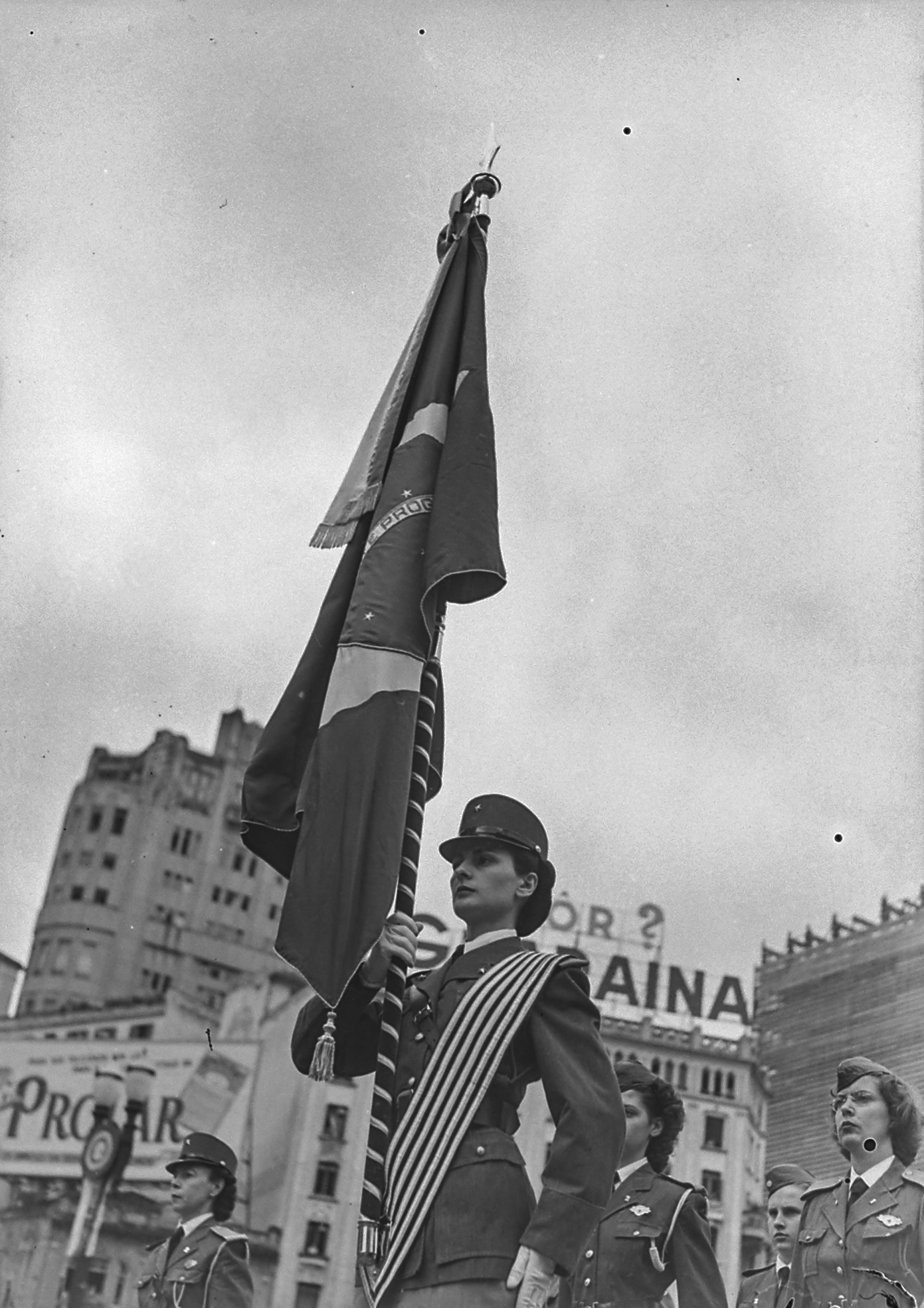
Guarda-bandeira num desfile em São Paulo em 1944.

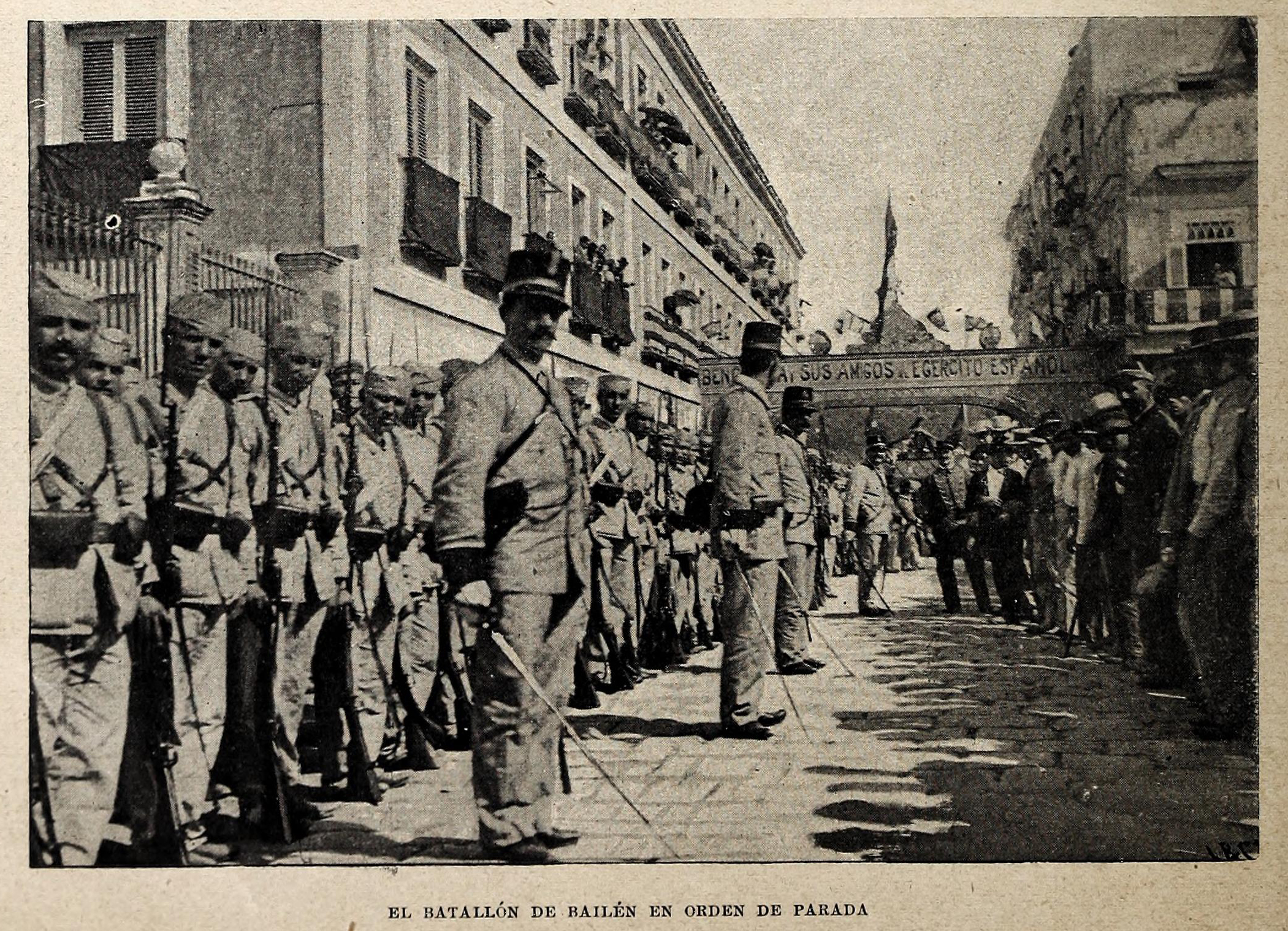
O batalhão de infantaria de Bailén em ordem de parada em Havana, Capitania-Geral de Cuba, em dezembro de 1895.

- Brasil

Em 7 de setembro se realiza um desfile comemorando a independência do Brasil.
- Guatemala

No Dia do exército da Guatemala, celebram-no realizando um desfile militar.
- Argentina

Em 9 de Julho costuma-se fazer um desfile cívico-militar em cada cidade para celebrar a Independência da Argentina.
- Bélgica

Em 21 de julho realiza-se em Bruxelas uma grande parada militar para celebrar o nascimento do Reino da Bélgica.
- Chile

No Chile, cada 21 de maio e 19 de setembro se celebra no Dia das Glórias Navais e no Dia das Glórias do Exército, respectivamente; em ambos desfiles, participa um grande número de contingentes das Forças Armadas e Carabineiros. Ademais, cada 18 de setembro se realizam desfiles nas cidades que consiste com regimentos e agências civis.
- Colômbia

Em Colômbia realiza-se o desfile militar em 20 de julho para comemorar o Grito de Independência.
- Equador

Em Equador realiza-se o desfile militar em 24 de maio para comemorar a Batalha de Pichincha e ao 26 julho à honra ao os heróis do Combate naval de Jambelí.
- Espanha

Na Espanha celebra-se a cada 12 de outubro, Dia da Hispanidade, para comemorar a data da Descoberta de América, e durante o franquismo celebrava-se uma o 18 de julho. Em torno do dia 24 de maio celebra-se no Dia das Forças Armadas, no qual se realizam um desfile e uma parada a cada ano numa cidade diferente de Espanha. Na primeira quarta-feira da cada mês celebra-se no Palácio Real de Madri a Mudança Solene da Guarda Real.
- França

Em França, comemora-se em cada dia 14 de Julho o feriado nacional que celebra a Tomada da Bastilha (1789) e a Festa da Federação (1790). Comemoram-se também o fim da Segunda Guerra Mundial a cada dia 8 de Maio, e o fim da Grande Guerra, a cada dia 11 de Novembro.
- Itália

Em 2 de junho realiza-se uma grande parada militar para celebrar o nascimento da República Italiana.
- México

No México celebra-se a cada 16 de setembro, o Dia da Independência, em comemoração da data do começo da Independência do México.
- Paraguai

Existem diversas comemorações, mas os soldados marcham preferencialmente no Dia do Exército (14 de julho, também dia do nascimento do Marechal López). Em datas diferentes, como a Independência Nacional (14 de maio), da Paz do Chaco (12 de junho), da Vitória de Boquerón (29 de setembro) e outros: desfilam só os músicos, parte do exército ou os bombeiros; estranhamente, nestes casos a maioria constituem-na os estudantes de escolas secundárias, ato que se considera uma herança da tirania militar stronista (1954-1989).
- Peru

No Peru celebra-se em 29 de julho, para comemorar a data de Independência do Peru.
- Portugal

Em Portugal, realizam-se desfiles militares para celebrar a Revolução de 25 de Abril de 1974, o Dia de Portugal a 10 de Junho, e a implantação da República Portuguesa a 5 de Outubro.
- Rússia

Na Rússia realiza-se um desfile militar em 9 de maio para comemorar o Dia da Vitória.
- Venezuela

Em 5 de julho de cada ano realiza-se um desfile militar para celebrar o dia da independência, todos em 24 de junho, na Venezuela se celebra a grande vitória obtida no Campo de Carabobo - Batalha de Carabobo com um grande desfile militar, e outro desfile a cada 24 de julho para comemorar o triunfo naval na Batalha naval do Lago de Maracaibo de 1824.